# Волошин, Александр Никитич
Алекса́ндр Ники́тич Воло́шин (18 августа [31 августа] 1912, Санкт-Петербург, Российская империя — 28 мая 1978, Кемерово, РСФСР, СССР) — русский советский писатель, драматуррг и журналист. Лауреат Сталинской премии второй степени (1950). 

## Биография
Родился в 18 августа (31 августа) 1912 года в городе Санкт-Петербурге. Его отец Никита Лукич работал котельщиком на Путиловском заводе (репрессирован и расстрелян в 1937 году, реабилитирован посмертно). С началом Первой мировой войны семья Волошиных переехала к своим родственникам в Сибирь. Всё своё детство Александр Волошин провёл в Новосибирской области, где поступил в комсомол и где в 1929 году окончил среднюю школу. В годы первой пятилетки Волошин поступает на строительство Кузнецкого металлургического завода, где работал бетонщиком и был активным в общественной деятельности. Затем Волошина отправляют комсоргом шахты на Осинниковский рудник, где он трудился в качестве забойщика и запальщика.
В 1934 году Волошин призывается на действительную военную службу в ряды РККА, где Волошин оканчивает заочное отделение Ленинградского коммунистического института журналистки. Демобилизовавшись из армии в 1936 году, А. Н. Волошин возвращается на Осинниковский рудник и устраивается в местную газету «За уголь». Через два года Александр переезжает в Черемхово и начинает сотрудничать с газетой «Черемховский рабочий». Во время Великой Отечественной войны Волошин участвовал во многих боях в качестве рядового сапёра, был ранен. В 1945 году, во время боёв на Одере, вступает в члены ВКП(б).
После окончания войны Александр возвращается в Сибирь, где продолжает работу журналиста, сотрудничая с газетой «Кузбасс» в Кемерово. Член СП СССР с 1950 года. С 1959 по 1961 годы был главным редактором журнала «Огни Кузбасса». В 1962 году вошёл во вновь созданное правлением Союза писателей РСФСР отделение СП РСФСР в городе Кемерово.
Скончался 28 мая 1978 года в городе Кемерово. Похоронен на кладбище «Центральное-1».
В Кемерово на ул. Весенняя, д. 9, где жил писатель установлена памятная доска. 

### Литературная деятельность
Первое литературное произведение Александра Волошина появилось в 1931 году, когда им был написан рассказ о шахтёрской жизни «Первая смена». В дальнейшем в некоторых сибирских газетах появляются его другие рассказы, а также очерки и статьи. В 1939 году в журнале «Сибирские огни» появился рассказ «Два товарища», повествующий о восстании кольчугинских шахтёров против Колчака. К 1949 году закончил свой первый роман «Земля кузнецкая». Роман повествовал о трудностях работы кузбасских шахтёров во время выполнения планов первой пятилетки. В 1951 году в журнале «Сибирские огни» опубликовал продолжение «Земли кузнецкой» — роман «Дальние горы». В 1955 году вышла в свет пьеса «Цвести черемухе» (другое название — «Испытание»).

## Награды и премии
- орден Отечественной войны II степени (20.8.1944)
- медаль «За отвагу» (20.2.1945; был представлен к ордену Красной Звезды)
- медаль «За освобождение Варшавы»
- медаль «За взятие Берлина»
- медаль «За победу над Германией в Великой Отечественной войне 1941—1945 гг.»
- Сталинская премия второй степени (1950) — за роман «Земля Кузнецкая»